# Сокол Саратов
ПФК Сокол е футболен клуб от гр. Саратов, Русия.
Шампион на 1 дивизия през 2000 г. През 2001 и 2002 г. играе в Руска Премиер Лига. Отборът е носил названията „Труд“, „Динамо“ и „Локомотив“. През сезон 2001 Сокол заема 8 място в шампионата на Русия и играе полуфинал за националната купа. През 2005 г. отборът е изключен от професионалния футбол и играе в ЛФЛ. През 2007 г. Сокол се класира за 2 дивизия, където е и до днес.

## Известни играчи
- Дмитрий Вязмикин
- Олег Веретенников
- Олег Терьохин
- Андрей Пятницкий
- Андрей Федков
- Дмитрий Хлестов
- Дмитрий Кузнецов
- Беслан Анджинджал
- Максим Шатских
- Леонид Маркевич
- Владимир Кузмичев
- Кирил Орлов
- Денис Колодин